# قسم شيان الريفي (مقاطعة إسلام آباد غرب)
قسم شيان الريفي (بالفارسية: دهستان شیان) هي منطقة سكنية تقع في قسم في إيران. يقدر عدد سكانها بـ 6,801 نسمة .